# Pfarrkirche Niklasberg

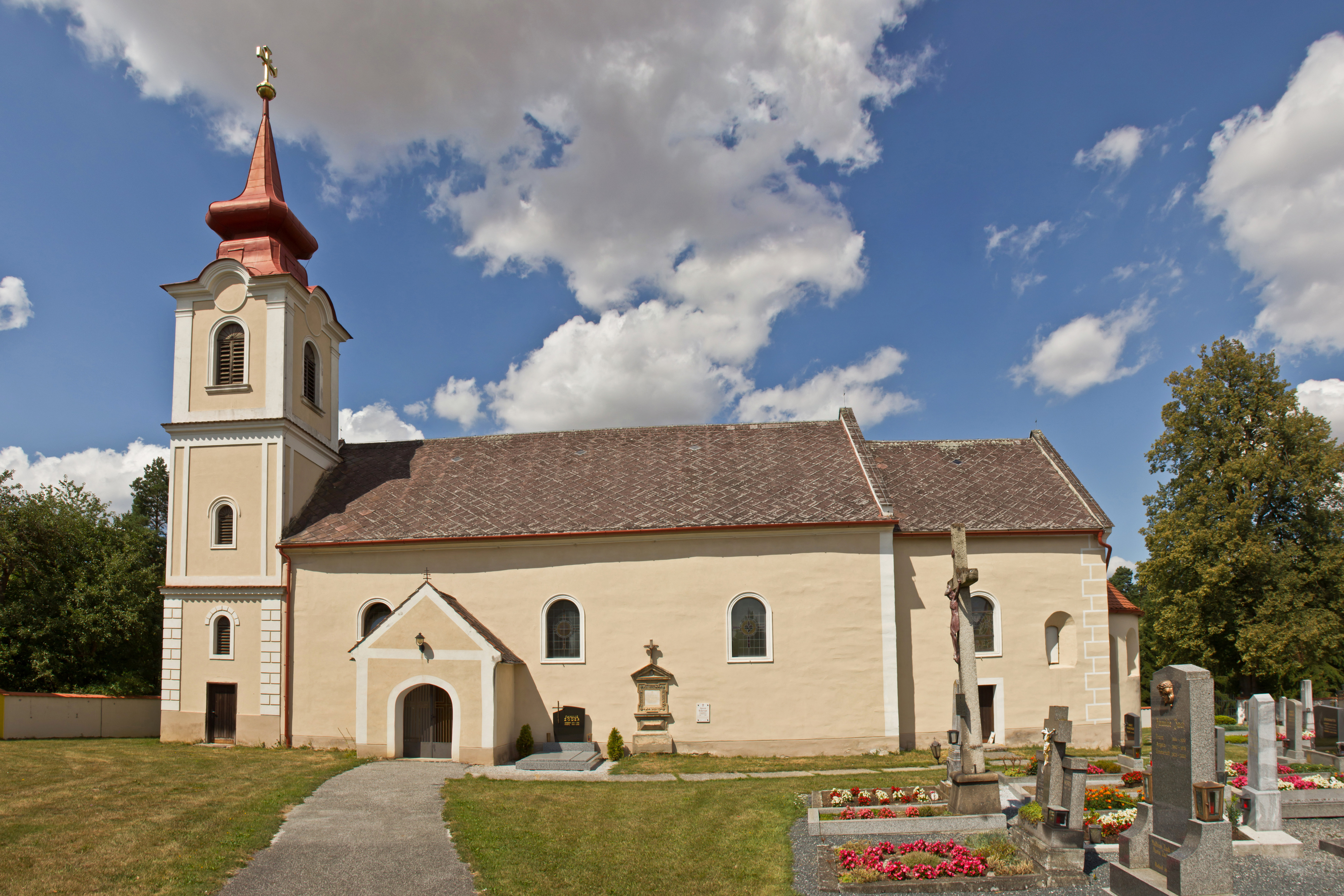
Katholische Pfarrkirche hl. Nikolaus in Niklasberg

Die römisch-katholische Pfarrkirche Niklasberg steht in der Rotte Niklasberg in der Stadtgemeinde Raabs an der Thaya im Bezirk Waidhofen an der Thaya in Niederösterreich. Die dem Patrozinium Nikolaus von Myra unterstellte Pfarrkirche – dem Stift Geras inkorporiert – gehört zum Dekanat Geras in der Diözese St. Pölten. Die Kirche steht unter Denkmalschutz (Listeneintrag).

## Geschichte
Urkundlich wurde 1188 eine Kirche und 1353 eine Pfarre genannt. Von 1680 bis 1783 war sie dem Stift Pernegg korporiert. 1757 wurde sie in den Formen des Barocks erneuert, wieder zur Pfarrkirche erhoben und 1783 dem Stift Geras übergeben. 1900 und 1988 wurde die Kirche renoviert.

## Architektur
Die teils romanische, gotische und barocke Kirche mit einem Westturm steht in einem ummauerten Friedhof.
Das barocke Langhaus von 1757 mit einem eingezogenen, im Kern gotischen Chorjoch hat eine eingezogene niedrige romanische Halbkreisapsis mit romanischen Rundbogenfenstern.  Die barocken Fenster sind rundbogig. An der schmucklosen Westfront steht nach Süden aus der Achse gerückt der vorgestellte Westturm aus 1855. Der dreigeschoßige quadratische Turm mit einer nachbarocken Lisenengliederung hat rundbogige Schallfenster und trägt einen Zwiebelhelm. Südlich am Langhaus steht ein übergiebelter Portalvorbau. Nördlich am Chor steht ein Sakristeianbau.
Das Kircheninnere zeigt sich im Langhaus unter einer gekehlten Flachdecke. An der Ostwand befindet sich eine Spitzbogennische (?). Der gotische Triumphbogen ist eingezogen und abgefast. Das quadratische Chorjoch hat ein Kreuzrippengewölbe und einen runden, barocken Schlussstein mit dem Wappen Geras’. An der Nordseite befindet sich ein schulterbogiges gekehltes Sakristeiportal um 1500 mit spätgotischen Beschlägen. Der Apsisbogen wurde barockisiert. Es gibt eine spätgotische Sakramentsnische mit einem spätgotischen Rosettengitter in einer spitzbogigen Rahmung mit einem Kleeblatttympagnon.
Die Glasmalerei von 1917 stellt Franz von Assisi dar.

## Ausstattung
Der Hochaltar von 1700 wurde 1774 renoviert. Der ehemals zweigeschoßige Säulenaufbau wurde nach 1911 zu einem Pilasterretabel mit Sprenggiebel umgestaltet. Auf dem Altarblatt aus der zweiten Hälfte des 19. Jahrhunderts ist Nikolaus von Myra dargestellt. Flankiert wir der Altar mit Skulpturen der Heiligen Sebastian und Rochus von Montpellier, beide Pestheilige, wohl um das Jahr 1770 entstanden. Die Heiligenfiguren im Aufsatz sind  die Heiligen Norbert und Augustinus.
Das Altarbild des neubarocken Seitenaltars stellt die Auferstehung Christi dar. Die seitlichen Konsolfigürchen der Heiligen Leopold und Notburga stammen aus dem 19. Jahrhundert. Der Kanzelkorb mit Bildern der Vier Evangelisten entstand 1908. Die Holzskulptur einer Pietà entstand wohl im zweiten Viertel des 15. Jahrhunderts.
Das neugotische Orgelgehäuse der Orgel aus der Werkstatt Josef Wotruba aus dem Jahr 1904 ist Teil der Emporenbrüstung. Eine Glocke nennt 1530.